# 華萊士線

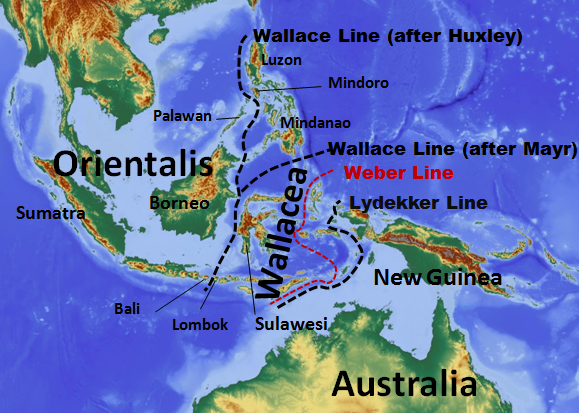
華萊士線

華萊士線（英語：Wallace's Line）是生物地理學中，區分東洋區（又名極東區:60）和澳大拉西亞區的分界線。1854年到1862年英國動物地理學者亞爾佛德·羅素·華萊士在馬來群島研究島嶼上的動物時，注意到婆羅洲與蘇拉威西島、峇里島和龍目島之間，似乎有一條隱形的界線將兩邊的生物分開；界線以西接近東南亞的生物相，界線以東則接近新幾內亞的生物相。華萊士注意到：峇里島的鳥類與爪哇島幾乎相同，但在距峇里島僅約30公里的龍目島，卻只有50%的鳥類相同。為紀念他的發現，科學界將劃分這兩區的界線稱為華萊士線。

## 延伸與修正

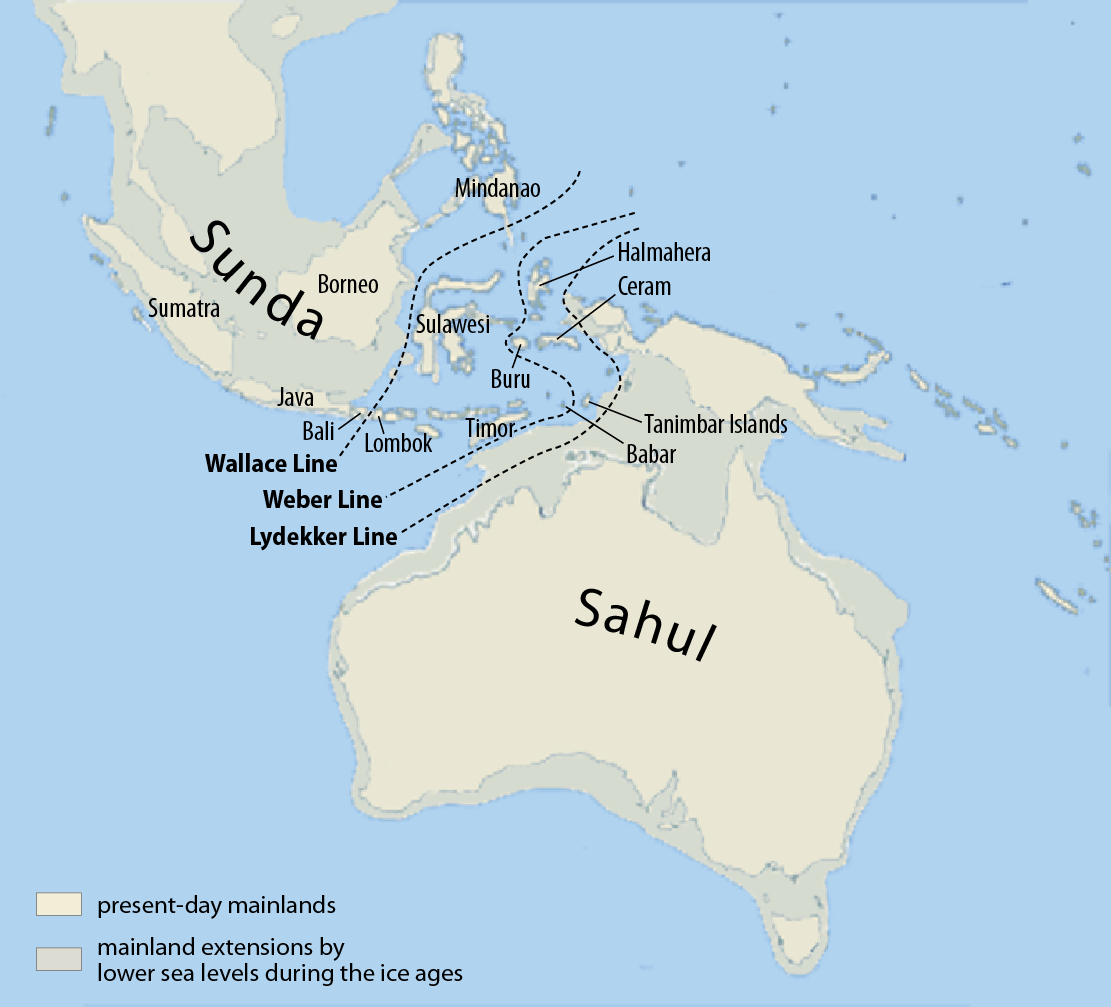
冰河時期海平面與各種生物地理分界線

“华莱士线”这一名称最早是由托马斯·赫胥黎在1868年致伦敦动物学会的一封信件中提出，但是他延伸该线至菲律宾西侧。此后19世紀末、20世紀初的生物地理學者一直嘗試劃出一條明確的界限，以區分亞洲與澳洲的生物相；許多學者在華萊士線的基礎上提出延伸或修正，如韋伯線（Weber's Line）、里德克線（Lydekker's Line）和赫胥黎線（Huxley's Line）等。
- 韋伯線：在華萊士線以東，通過摩鹿加群島和蘇拉威西島，帝汶與澳大利亞之間。界線以西，東洋區動物成份超過50%；界線以東，澳洲區動物成份超過50%。
- 里德克線：從澳大利亞大陸北岸劃到新幾內亞島的西方邊緣，基本上是莎湖陸棚（Sahul Shelf）的範圍。華萊士線與里德克線之間的區域稱為華萊士區。
- 赫胥黎線：由華萊士線向北延伸，通過巴拉望島與菲律賓群島西部之間，並繞到呂宋島北側（也就是將除了巴拉望島以外的菲律賓群島劃入澳大拉西亞區）。近年許多研究及發現，若再往北延伸，此線或者可能繞過臺灣島的東側，將蘭嶼及綠島劃入與菲律賓群島同區，但此兩地的生物相同時一半是菲律賓相與一半是東亞相的，所以尚有保留。又被稱為新華萊士線。

## 華萊士線與冰河時期
20世紀起隨著科技的進步、聲納的發明，人類開始對海洋進行海底探測，逐漸對海底地形有更多了解，其中發現華萊士線與海平面下降約120 ~ 150公尺的陸地海岸線一致。推測在冰河時期，海平面下降，因此婆羅洲及峇里島等島嶼曾經與亞洲大陸相連，新幾內亞和鄰近島嶼則曾與澳大利亞相連；而華萊士線劃過的地方仍然有海洋的阻隔，如婆羅洲與蘇拉威西、峇里島與龍目島之間。由於動植物多以陸行方式散布遷移，因此即使距離較近，多數動植物也無法跨過海洋的阻隔。

## 其他應用
馬六甲海峽最淺處僅深25公尺，巽他海峡更淺，僅深20公尺，巨大船舶的擱淺事故時有發生；由於龙目海峡與望加锡海峡水深均遠深於馬六甲海峽，因此華萊士線經過之處也可供超過24萬噸級馬六甲型（Malacca-Max）以上的超級油輪通行。

### 婆羅洲
- Abdullah, M. T. (2003). Biogeography and variation of Cynopterus brachyotis in Southeast Asia. PhD thesis. The University of Queensland, St Lucia, Australia.
- Hall, L. S., Gordon G. Grigg, Craig Moritz, Besar Ketol, Isa Sait, Wahab Marni and M. T. Abdullah (2004). "Biogeography of fruit bats in Southeast Asia". Sarawak Museum Journal LX(81):191-284.
- Wilson D. E., D. M. Reeder (2005). Mammal species of the world. Washington DC: Smithsonian Institution Press.